# Guitar Goddess
| Críticas profissionais | Críticas profissionais |
| Avaliações da crítica  | Avaliações da crítica  |
| Fonte                  | Avaliação              |
| ---------------------- | ---------------------- |
| Allmusic               | [ 1 ]                  |

Guitar Goddess é o 2o EP, e 4o álbum, da discografia da premiada guitarrista virtuose inglesa The Great Kat.

## Faixas
1. Rossini's "The Barber Of Seville"	2:11

2. Dominatrix	2:21

3. Feast Of The Dead	2:05

4. Sarasate's Gypsy Violin Waltz "Zigeunerweisen"	1:13